# Гіпотеза відьомського культу

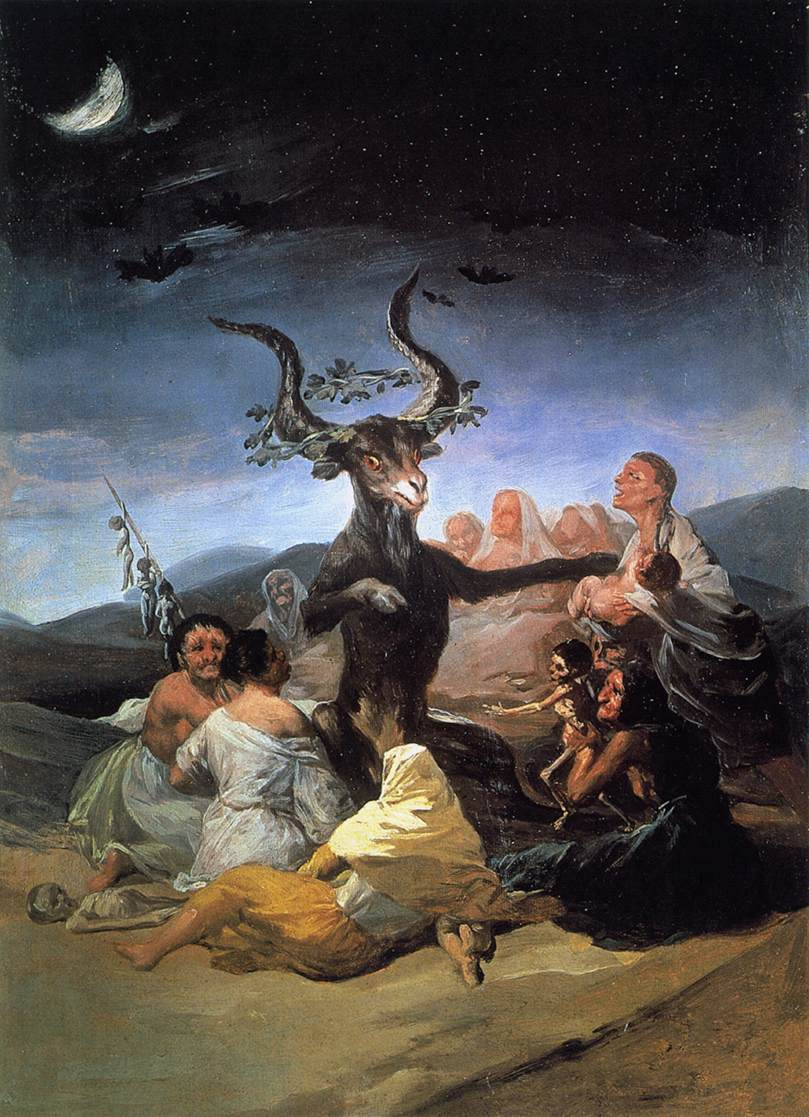
Шабаш відьом (де Гоя, 1789) на якому зображено диявола з рогами, навколо якого кружляють відьми. В гіпотезі відьомського культу стверджується, що подібні сюжети засновані на реальному язичницькому культі, який почитав Рогатого Бога

Гіпотеза відьомського культу — це дискредитоване припущення, що суди над відьмами в Ранній Модерновий період були спробою подавити язичників, які пережили християнізацію Європи. Прихильники гіпотези стверджують, що звинувачені відьмі являлися послідовницями власної релігії. Вони аргументують це тим, що центрова діяльність так званого «відьомського культу» є вшанування Рогатого Бога — покровителя родючості та підземного світу, в якому християнські переслідувачі відьом вбачали Диявола. Відьомський шабаш в цьому припущенні займає місце нічного обряду Рогатому Богу.
На початку XIX ст. першими хто припустив дане ствердження були німецькі вчені — Карл Ернст Ярке та Франц Йозеф Моне. Пізніше їх ідею підхопили французький історик Жуль Мішле, американська феміністка Матильда Джослін Гейдж та американський фольклорист Чарльз Леланд. Широкого розголосу вона набула лише після трактування англійською єгиптологинею Марґарет Мюррей в своїй праці «Відьомські культи в Західній Європі» (1921).
Подальший розвиток «Мюррейська гіпотеза» отримала в праці «Бог Відьом» (1931) та її внеску в Британіка. Хоч ця версія і набула значної популярності в академічному та публічному просторі, вона ніколи не була признана вченими-спеціалістами по темі переслідування відьом, та спростована з подальшим розвитком дослідження даної теми в 60-х та 70-х роках XX ст.
Сучасні експерти в галузі європейського уявлення про чаклунства та відьом вважають гіпотезу про «язичницькі відьомські культи» псевдоісторичною. Існує узгоджена в академічному колі версія, що звинувачені та страчені за відьомство не належали до окремої язичницької групи. Критики висвітлюють недоліки даної гіпотези, яка опиралася лише на вибіркові докази в судових справах по відьмам, тим самим створюючи спаплюжене уявлення про сторони процесу. Також помилково припускалося, що показання звинувачених відьом були правдивими, а не вибиті шляхом змушення та тортур. Крім цього, не дивлячись на заяви про існування «відьомського культу» в дохристиянській Європі, солідні доказів існування подібного «культу» в Середніх віках немає.
Гіпотеза відьомського культу дала подих новій темі в художній літературі, яка була адаптована письменниками Джоном Бакеном, Робертом Ґрейвсом та ін. Великий вплив гіпотеза справила на Вікку — неоязичницьку течію, яка з'явилася в середині XX ст. в Великій Британії, задля «виживання язичницького культу відьом». З 1960-го року Карло Гінзбург та інші вчені сперечаються з приводу того, складові елементи дохристиянської європейської культури, які закарбувалися в європейській народній культурі були взяті за основу стереотипного бачення відьом та чаклунства в Ранньому Модерні, однак суперечки точаться до сьогодні чи є в цій теорії зв'язок з Мюррейською гіпотезою про відьомські культи.